# Ruta interoceánica central
La Ruta o corredor interoceáanico central es una carretera transversal sudamericana proyectada, que conectará el puerto atlántico de Porto Alegre (Brasil) con el puerto pacífico de Coquimbo por vía la Ruta 5 La Serena-Coquimbo (Chile), a lo largo de 2.513km.
La importancia de la ruta se debe a que el Cono Sur necesita colocar su producción exportable en el mercado mundial, teniendo como objetivo principal los mercados del Asia-Pacífico. Esto provocaría un incremento en el comercio incentivando la producción exportable en las áreas de influencia del Corredor. La Región de Coquimbo  (Chile) necesita la carga de los productores argentinos para que el funcionamiento su puerto (Coquimbo) sea más dinámico de lo que es actualmente. Mientras que para San Juan (Argentina) se espera la reactivación total de la zona norte (Jáchal, Ischigualasto e Iglesia) de la misma, desde el punto de vista económico y turístico

## Historia
El 28 de agosto de 2009, en oportunidad de la Cumbre de UNASUR (Unión de Naciones Sudamericanas), los presidentes de Argentina, Cristina Fernández, Chile Michelle Bachelet y de Brasil Luis Ignacio Lula Da Silva, firmaron un Acuerdo para la construcción del túnel que une Chile y Argentina, el túnel de Agua Negra.